# Ernst Saalfrank
Ernst Saalfrank (* 12. Oktober 1939; † 16. Juni 2015) war ein deutscher Fußballspieler.

## Karriere
Saalfrank begann 1952 in Groß Oesingen bei dem dortigen Sportverein mit dem Fußballspielen. Er spielte ab 1961 für Eintracht Braunschweig, erst ein Jahr bei den Amateuren, dann ab 1962 bei den Profis, wo er 13-mal in der Oberliga auflief und zwei Tore erzielte. Im letzten Jahr der alten erstklassigen Oberligaära, 1962/63, belegten die Blau-Gelben mit den zwei Neuzugängen aus der Amateurmannschaft, Manfred Wuttich und Ernst Saalfrank, den dritten Rang im Norden. Damit wurde die von Studienrat Hans-Georg Vogel trainierte Eintracht für die zur Runde 1963/64 startende neue Leistungskonzentration der Bundesliga als dritter Vertreter des Nordens nominiert. Debütiert in der Oberliga hatte der Mann aus Groß Oesingen am 26. August 1962 bei einer 1:3-Heimniederlage gegen den VfB Oldenburg. Es gelangen ihm jeweils ein Treffer gegen den VfL Osnabrück und Altona 93. Herausragend war für den vormaligen Amateur das 2:2-Heimremis am 6. Januar 1963 vor 23.000 Zuschauern im Stadion an der Hamburger Straße gegen den Nordserienmeister Hamburger SV. Er bildete dabei mit Klaus Blumenberg, Wuttich, Jürgen Moll und Klaus Gerwien auf Halblinks den Angriff der Eintracht.
Im ersten Jahr der Bundesliga, 1963/64, bestritt er unter Trainer Helmuth Johannsen elf Spiele. Er debütierte in der Bundesliga als Halbstürmer am 21. September 1963 bei einer 0:3-Niederlage bei Eintracht Frankfurt. Im März 1964 lief er innerhalb vier Tagen bei den zwei Heimspielen gegen den 1. FC Saarbrücken (3:1) und Hertha BSC (1:1) jeweils an der Seite von Peter Kaack und Joachim Bäse in der Läuferreihe auf. In seinem zweiten Bundesligajahr 1964/65 kam er am 24. Oktober 1964 bei einer 2:3-Auswärtsniederlage beim 1. FC Nürnberg auf einen weiteren Einsatz. Dann wechselte er 1965 in die Regionalliga zum VfL Wolfsburg.
Dort kam er noch zu 109 Spielen in der Fußball-Regionalliga Nord, in denen er neun Tore schoss. Er war gemeinsam mit Manfred Wuttich zu den Grün-Weißen gewechselt. Im ersten Jahr belegte der VfL unter Trainer Ludwig Lachner den achten Rang und Saalfrank hatte in 30 Regionalligaeinsätzen vier Tore erzielt. Ab der Saison 1966/67 übernahm Imre Farkaszinski das Traineramt in Wolfsburg. Mit Hermann-Dieter Bellut und Fredi Rotermund wurde der vierte Platz erreicht. Im dritten Wolfsburger Jahr, 1967/68, verpasste die Elf um Wilfried Kemmer und Wolf-Rüdiger Krause als Dritter knapp den Einzug in die Bundesligaaufstiegsrunde. Saalfrank hatte in allen 32 Pflichtspielen mitgewirkt. Als Wolfsburg als Vizemeister 1969/70 tatsächlich in die BL-Aufstiegsrunde einzog, war er nur noch in sechs Spielen in der Verbandsrunde aktiv gewesen. In seiner letzten Saison 1970/71 wurde er nicht mehr eingesetzt.
Nach Abschluss seiner aktiven Laufbahn trainierte Saalfrank die Amateurmannschaft des VfL Wolfsburg. Ferner trainierte er Fußballvereine in Groß Oesingen und Wesendorf.

## Privates
Saalfrank arbeitete mehrere Jahre bei Volkswagen.